# Rosalía de Castro
Rosalía Castro de Murguía, cunoscută ca Rosalía de Castro, (n. 24 februarie 1837 - d. 15 iulie 1885) a fost o poetă spaniolă care a scris și în limbă galiciana.
Lirica sa romantică evocă suferințele personale și cele ale țărănimii ținutului natal, Galicia.
În cinstea sa, mai multe școli, asociații culturale, biblioteci îi poartă numele; există și un Premiu Rosalía de Castro.

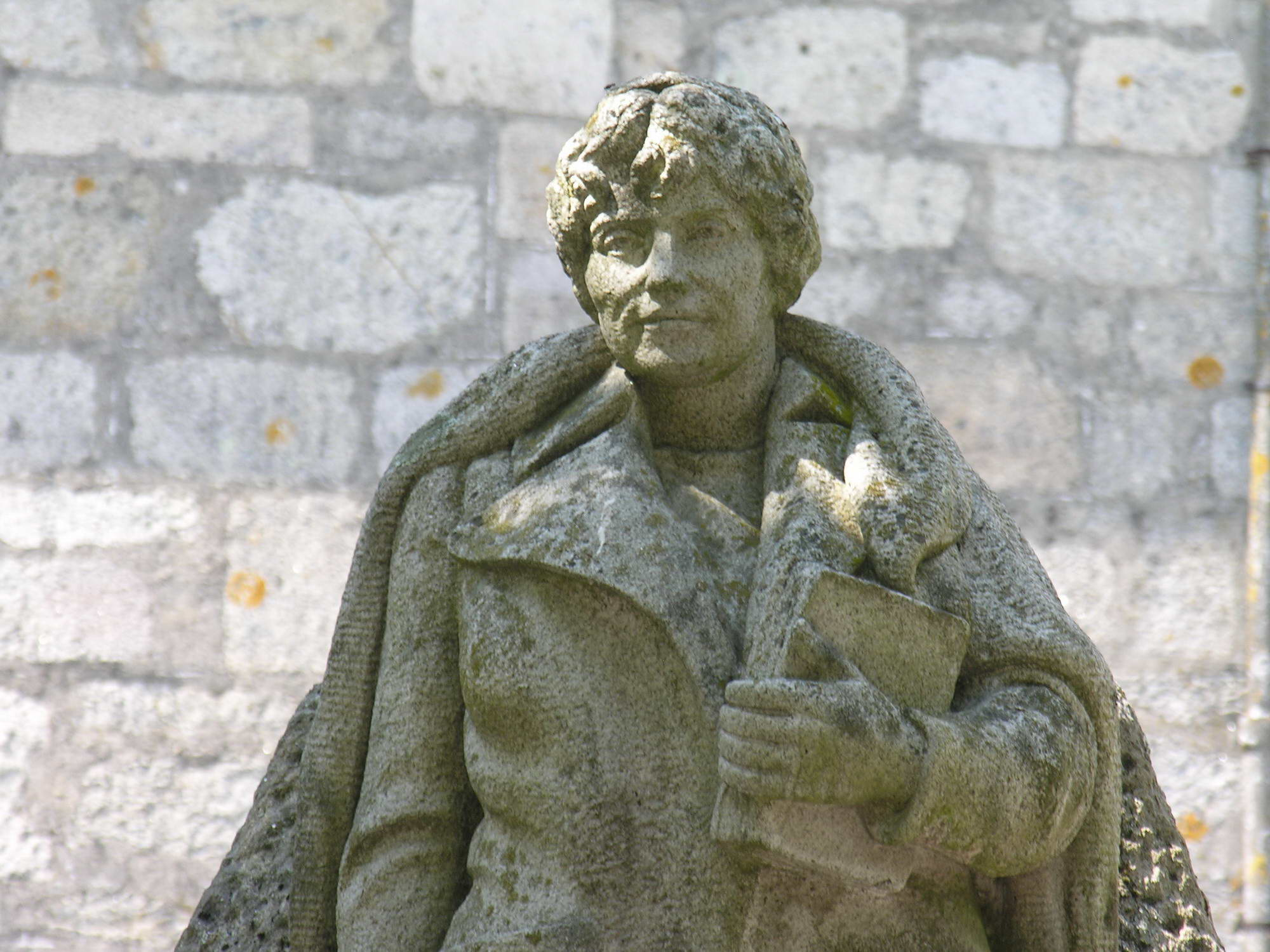
Statuia poetei din orăşelul natal Padrón

## Opera

### Poezie
- 1857: Floarea ("La Flor")
- 1863: Mamei mele ("A mi madre")
- 1884: Pe malurile Sarului ("En las orillas del Sar")
- 1869: Cântece galiciene ("Cantares gallegos") (în limba galiciană)
- 1880: Pagini noi ("Follas novas") (în galiciană)

### Proză
- 1859: Fiica mării ("La hija del mar")
- 1861: Flavio ("Flavio")
- 1864: Povestiri din țara mea ("Contos da miña terra") (în galiciană)
- 1864: Ruine ("Ruinas")
- 1867: Cavalerul în cizme albastre ("El caballero de las botas azules")